# ТЕС Керман
30°12′25″ пн. ш. 56°47′27″ сх. д. / 30.20694° пн. ш. 56.79083° сх. д.
ТЕС Керман – іранська теплова електростанція на південному сході країни в провінції Керман. 
Майданчику станції розташований за кілька кілометрів на захід від центру провінції міста Керман. В 2001 – 2002 роках тут ввели в дію вісім встановлених на роботу у відкритому циклі газових турбін потужністю по 159 МВт. А в 2007 – 2009 роках станцію модернізували за технологією комбінованого парогазового циклу, для чого додали чотири парові турбіни з показниками по 160 МВт. В результаті ТЕС складається із чотирьох енергоблоків, у кожному з яких дві газові турбіни живлять через котли-утилізатори одну парову турбіну. 
Як паливо станція використовує природний газ, котрий надходить по трубопроводам Сархун – Керман та Ерсенджан – Керман. Враховуючи, що в Ірані під час зимового періоду на тлі пікового попиту на природний газ можлива його нестача, ТЕС також має резервуари ємністю 20 млн літрів для зберігання дизельного пального.
Видача продукції відбувається по ЛЕП, розрахованій на роботу під напругою 400 кВ.